# Джан-Булак
Джан-Булак (кирг. Жан-Булак) — село в Нарынском районе Нарынской области Кыргызстана. Административный центр Джан-Булакского аильного округа.
Другие названия: Джаны-Булак, Джанбулок, Жаны-булак, Джангыбулак, Джано-булак, Джану-булак, Джам-Булак, Джем-Булак.
Население в 2009 году составляло 2148 человек.
Находится на левом берегу реки Нарын у подножия гор, на высоте 1907 м над уровнем моря. Районный центр Нарын расположен в 30 км.
Возникло в 1936 году путём объединения населённых пунктов Меенеткеч, Кызыл-Ункур, Жалгыз-Тал и Тош-Булак.
Местное население, в основном, занято в животноводстве.
Находится в зоне ожидаемых землетрясений II-категории опасности с возможной балльностью 5-7 единиц.

## Известные уроженцы
- Турсунбеков, Чыныбай Акунович (1960-2020) – киргизский политический деятель, спикер Жогорку Кенеша КР, депутат Жогорку Кенеша V и VI созывов, лидер фракции Социал-демократической партии Кыргызстана (2011—2016); кандидат филологических наук, журналист, поэт.